# Claus Dalby
Claus Dalby (født 23. marts 1963 på Frederiksberg) er en dansk forlægger, forfatter og tv-personlighed med interesse for havedyrkning.

## Historie
Dalby blev født på Frederiksberg og voksede op i Valby. Som 15-årig flyttede han hjemmefra, og tog en EFG-uddannelse. Derefter blev han selvlært tryllekunstner med kunstnernavnet Zimba - samt hundedressør.
I 1995 mødte han Anne Just, og dette blev starten på Dalbys karriere indenfor havekunst og dyrkning. Efter Just's død i 2009 har Claus Dalby siddet i fondsbestyrelsen for Anne Just's Have.
Udover at have sine egne haveprogrammer på DR1 og DR2, har Dalby siden 2002 lavet adskillige bøger om haven, ligesom han sammen med samlever Jaume Ferrer Servera i 1987 etablerede Forlaget Klematis, som er en af Danmarks største udgivere af danske børnebøger.